# Котлован
Котлова́н — выемка в грунте, предназначенная для устройства оснований и фундаментов зданий и других инженерных сооружений.

## Устройство ограждения котлована
Ограждение котлованов выполняется методами «стена в грунте», из буронабивных свай, забивкой труб + деревянный или стальной каркас, шпунтовое ограждение небольших котлованов (различных размеров), щпунтовое ограждение котлованов и балочные ограждения и другими. В российской строительной практике устройства котлованов чаще всего применяются ограждение из труб с различной частотой погружения, шпунтовое ограждение котлована и «стена в грунте» траншейного типа.
Основная проверки стен ограждения котлована - это проверка на гидропрорыв, деформативность и проверка на суффозию. Гидропрорыв это тот вариант, когда шпунт (стена в грунте) попадает в напорные воды, сверху какая-то глиняная пробка и если длина шпунта будет недостаточной, то произойдет прорыв напорными водами дна котлована. Длина шпунта вычисляется из сравнения веса грунта в пределах заделки шпунта, она должна быть больше чем высота напорного столба воды умноженная на удельный вес воды, умноженное на повышающий коэффициент 1,2.
Проверка на суффозию. Это обтекание под дном шпунта под нижней частью шпунта воды и ее фильтрация, то есть вынос пылевато-глинистых частиц. Градиент гидравлический должен быть меньше 1. От общего столба воды отнимаем глубину заделки, делим на глубину заделки и умножаем на коэффициент 1,2 и это должно быть меньше единицы. Этими 3 условиями определяется длина шпунта.
Дефоративность. Складываються составляющие давлений σ_q и σ_k и продольная жесткость шпунтового ограждения (или стены в грунте) должны быть больше,чем уравнение деформативности. Таким образом подбираем толщину и механические характеристики ограждающей конструкции.
Раскрепление. Проектируется металическая либо железобетонная обвязочная балка, далее обвязочная балка соединяется с распоркой с откосом или анкером. nr-количество ярусов распорок, br-шаг в продольном направлении котлована этих распорок.

### Шпунтовое ограждение
Большая глубина котлована и наличие высокого уровня грунтовых вод требуют устройства шпунтового ограждения. При оценке инженерно-геологических условий следует выявить относительный водоупор, в который нужно погрузить низ шпунтового ограждения котлована. К таким водоупорным грунтам следует отнести суглинки и глины с коэффициентом фильтрации менее {\displaystyle 1*10^{-6}} см/с. В такой грунт нужно заглубить низ шпунта, тогда снизу никакого водопритока не будет. С боков водопритока не будет также (замки шпунтин кольматриуются и котлован сухой). Под кольматацией шпунтин подразумевается процесс естественного проникновения мелких (коллоидных, глинистых и пылеватых) частиц и микроорганизмов в стыки шпунтин, способствующее уменьшению их водо- или газопроницаемости.
Если водоупор глубоко, то нужно делать водоотлив. Первый вариант для водоотлива иглофильтры. Иглофильтры иглофильтры должны быть глубокие (чтобы депрессионная воронка была ниже дна котлована, иглофильтры — это «колонка и всасывание»). При глубине более 10 м лучше использовать более дорогие погружные насосы (в скважину опускаем колонку, а насос внизу, вся его энергия тратиться на нагнетание). Если иглофильтр «сосёт» 5—6 метров, то при глубине 10 м может не сработать. Погружные насосы сработают и при глубине более 10 м Второй вариант. Забиваем шпунт по контору, а дальше разрабатывают грейфером из-под воды, не откачивая воду. Разработали ниже проектной отметки дна котлована (метра на 2, например), далее сооружаем подмости и с них начинаем бетонировать методом ВПТ бетонную пробку.  Она схватывается с краем шпунтин, после её затвердевания откачиваем воду и работаем насухо. Однако гораздо надёжней и дешевле, создать цементно-грунтовую завесу с помощью струйной технологии (толщины 1,5—2 м достаточно). По поверхности ходит струйная установка, она создаёт в шахматном порядке «цилиндрики», она схватывается со шпунтовой стенкой и после откачиваем воду. Такая пробка была сделана при строительстве 2-й сцены Мариинского театра.
С учётом погружения шпунта в водоупор на 0,5 м и более в первом приближении назначается длина шпунта. Если такой водоупор отсутствует или расположен слишком глубоко, а водоприток в выемку ожидается большим: то длина ограждения будет определяться технологией разработки грунта и водоотлива (с помощью иглофильтров или после устройства бетонной пробки при подводной разработке).
После установления высоты шпунтовой стенки следует принять решение о её конструкции (без анкерная, с одним анкером) и рассчитать её параметры. Для без анкерной стенки это глубина её заделки ниже дна котлована и типоразмер шпунта. Если стенка имеет один анкер, она рассчитывается аналитическим, или графоаналитическим методами. В случае стенки с одним анкером помимо глубины её заделки ниже дна котлована и типоразмера шпунта следует рассчитать также параметры анкера (сечение тяг, размеры и заглубление плит, или анкерных стенок), типоразмер обвязочных балок. Время производства работ — безморозное.
Стены подземного каркасного сооружения рассчитывается и армируются в двух направлениях — продольном и поперечном. Днище рассматривается как плита. При разработке технологии возведения и сооружения в проекте указываются операции по устройству шпунтовой стенки, порядок и очерёдность разработки грунта и детали водоотлива. Конструкция гидроизоляции выполняется по всему контуру сооружения, то есть под днищем и вокруг вертикальных стен.

### Замораживание грунтов для ограждения котлованов
Замораживание грунтов для ограждения котлованов применяется при строительстве высотных домов в неблагоприятных гидрогеологических условиях.
Грунтовая среда обладает высокой паропроницаемостью и при сезонном колебании температуры у дневной поверхности. Под действием разности давления водяного пара влага в грунте движется из более глубоких слоёв основания к поверхности (к примеру, в зимнее время). Если в какой-либо воздухсодержащей среде возникает температурный градиент, водяной пар начинает перемещаться в направлении понижения температуры. В связи с этим заморозку грунта в котлованах производят ниже уровня грунтовых вод.

## Проблемы при устройстве котлована
1. Всплытие грунта[4] происходит из-за того, что вес вынутого грунта больше, чем вес пригруза. При раскопке котлована пригруза фактически нет, в случае пучинистого грунта может произойти всплытие грунта с дна котлована.
2. В случае высокого уровня грунтовых котлован при устройстве будет затапливаться. Существует несколько методов этого избежать: 
  1. Устройство шпунтового грунта с кальматацией, бетонирование подошвы методом ВПТ[5] ("бетонная пробка"), откачка воды. Можно работать насухо.
  2. Устройство соседнего котлована, где будет идти сбор воды.
  3. Производство работ в зимнее время (дорого).
3. При выполнении расчетов в плоской постановке перемещения и усилия в угловых зонах принимаются завышенными и не соответствующими реальным значениям.[6] Для экономически выгодного проектирования конструкций ограждения котлованов и оценки влияния строительства на окружающую застройку в угловых зонах необходимо производить расчет в трехмерной постановке задачи либо в плоской постановке с учетом влияния угловых зон на перемещения ограждающих конструкций (коэффициент плоской деформации (PSR), plane strain ratio[7]).